# 栄町 (常滑市)
栄町（さかえまち）は、愛知県常滑市の地名。

## 地理
常滑市中央部に位置する。西は新開町、北は北条に接する。

## 歴史

### 地名の由来
常滑焼の工場や問屋などが所在することで栄えていたことによるという。

### 人口の変遷
国勢調査による人口および世帯数の推移。
| 1995年（平成7年）  | 288世帯 922人 |  |
| 2000年（平成12年） | 286世帯 857人 |  |
| 2005年（平成17年） | 271世帯 740人 |  |
| 2010年（平成22年） | 427世帯 901人 |  |
| 2015年（平成27年） | 482世帯 920人 |  |
| 2020年（令和2年）  | 498世帯 904人 |  |

### 沿革
- 1978年（昭和53年） - 常滑市の大字なし地域の一部により、同市栄町が成立[2]。

## 交通
- 愛知県道大府常滑線[1]

## 施設
- 常滑市陶磁器会館[1]
- 常滑郵便局[1]
- 三菱UFJ銀行常滑支店[1]
- 神明社[1]
- 曹洞宗光明寺[1]
- 廻船問屋瀧田家
- 登窯広場・展示工房館

### WEB
1. ↑  “愛知県常滑市の町丁・字一覧”.   人口統計ラボ. 2022年3月23日閲覧。
2. 1 2  総務省統計局 (2022年2月10日). “令和2年国勢調査の調査結果(e-Stat) - 男女別人口，外国人人口及び世帯数－町丁・字等” (CSV). 2023年8月2日閲覧。
3. ↑  “愛知県常滑市の郵便番号一覧”.   日本郵便. 2022年3月22日閲覧。
4. ↑  “市外局番の一覧” (PDF).   総務省 (2022年3月1日). 2022年3月22日閲覧。
5. ↑  “ナンバープレートについて”.   一般社団法人愛知県自動車会議所. 2024年1月21日閲覧。
6. ↑  総務省統計局 (2014年3月28日). “平成7年国勢調査の調査結果(e-Stat) - 男女別人口及び世帯数 －町丁・字等” (CSV). 2021年7月20日閲覧。
7. ↑  総務省統計局 (2014年5月30日). “平成12年国勢調査の調査結果(e-Stat) - 男女別人口及び世帯数 －町丁・字等” (CSV). 2021年7月20日閲覧。
8. ↑  総務省統計局 (2014年6月27日). “平成17年国勢調査の調査結果(e-Stat) - 男女別人口及び世帯数 －町丁・字等” (CSV). 2021年7月21日閲覧。
9. ↑  総務省統計局 (2012年1月20日). “平成22年国勢調査の調査結果(e-Stat) - 男女別人口及び世帯数 －町丁・字等” (CSV). 2021年7月21日閲覧。
10. ↑  総務省統計局 (2017年1月27日). “平成27年国勢調査の調査結果(e-Stat) - 男女別人口及び世帯数 －町丁・字等” (CSV). 2021年7月21日閲覧。

### 書籍
1. 1 2 3 4 5 6 7 8  「角川日本地名大辞典」編纂委員会 1989, p. 1740.
2. 1 2  「角川日本地名大辞典」編纂委員会 1989, p. 594.